# Kilsbergen
Kilsbergen o Lekebergsåsen è una piccola catena montuosa che separa le regioni svedesi di Närke e Värmland. Su questi rilievi si estende l'estrema propaggine meridionale della taiga scandinava, pertanto essi presentano flora e fauna inusuali per la latitudine. Vi si trovano inoltre molte stazioni sciistiche e sentieri per l'escursionismo. 
La catena di Kilsbergen è nota soprattutto per la sua popolazione di alci.
| Controllo di autorità | VIAF (EN) 1131154015341709310000 · LCCN (EN) sh00008222 · J9U (EN, HE) 987007292849505171 |